# Rubricaire
La station romaine de Rubricaire, premier noyau des agglomérations successives qui s'établirent au pied du mont Rochard, est plus connue par les vestiges qu'elle a laissés que par les textes historiques. Cette station antique, appelée aussi « le château de Rubricaire », est sise commune de Sainte-Gemmes-le-Robert, canton d'Évron (Mayenne), située à 11 kilomètres à vol d'oiseau et en vue de Jublains en Mayenne, chef-lieu des Aulerci Diablintes.
L'établissement de Rubricaire possède des dépendances d'origine romaine, voie, habitations disséminées et bains. Ce monument est connu par un texte du IIe siècle de notre ère, recopié au XIe siècle, et transmis, sans altération, par la tradition et le langage populaire.
Camp gallo-romain et le balneum de Rubricaire sont classés au titre des monuments historiques en 1917.

## Identification

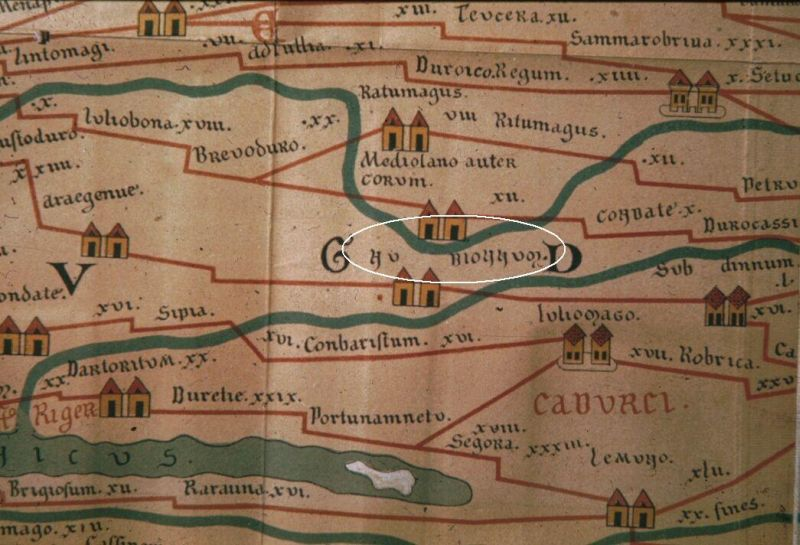
Jublains sur la table de Peutinger

L'abbé Angot a soutenu l'identification de la station de Rubricaire située sur la voie de Jublains au Mans, avec celle de Robrica placée par la Table de Peutinger, dont la rédaction primitive date du IIe siècle, et du XIe siècle pour la copie qui nous a été conservée, sur la route d'Angers au Mans.
L'abbé Angot renouvelle son affirmation : 
1. parce qu'il suffit d'un déplacement d'un centimètre sur la table Théodosienne pour faire passer le mot Robrica de la route d'Angers à celle de Jublains[3];
2. parce qu'on n'a jamais trouvé sur la voie d'Angers au Mans une station qui, pour le nom et les distances, répondît aux données de la carte ;
3. parce que Rubricaire, par le camp retranché qu'on y voit encore, par son nom actuel même, répond au moins à deux des données du problème et justifie l'identification que l'abbé Angot propose.

L'erreur de la part d'un des copistes qui successivement ont transcrit le texte de la carte et qui ont commis des fautes innombrables, est vraisemblable puisqu'elle consiste seulement dans le déplacement d'un nom d'une ligne à la ligne voisine, parallèle et distante d'un centimètre.

## Époque romaine (Ier-Vesiècles)

### Le camp
M. Antoine Margerie, curé de Sainte-Gemme-le-Robert de 1755 à 1776 mentionne le nom de Rubricaire dans un Mémoire qu'il adressa vers 1770 au chanoine André René Le Paige, auteur du Dictionnaire historique du Maine, sur sa paroisse
La tradition orale avait seule conservé le nom de Rubricaire mais en l'altérant un peu, prononçant Rubicaire, alors que la vraie forme consignée dans le Mémoire du curé est Rubricaire, comme l'écrit aussi M. Gérault, dans sa Notice sur Évron. Au courant des recherches heureuses qu'avaient faites ses confrères curés de Jublains, MM. Pierre Tessier et Lair de la Motte, dans les ruines de la capitale des Diablintes, M. Margerie avait bien compris l'origine romaine du camp de Rubricaire, ses relations avec Jublains, son importance stratégique. Le nom de « Château Rubricaire » qu'il lui donne, indique l'état de conservation relative du monument, où l'on distinguait encore non seulement l'enceinte des fortes murailles, mais la disposition des logements.

### Les fouilles
En 1834, quand on construisit la route d'Évron à Bais, les vestiges de cet édifice étaient considérables, car on en démolit une partie pour le premier encaissement.
En 1853, la Société française d'archéologie accorda un secours de 200 fr. pour continuer les recherches. Mais comme à cette époque était posée à nouveau la question des Arviens dont depuis Jean-Baptiste Bourguignon d'Anville on plaçait la capitale, Vagoritum, au lieu-dit la Cité près de Saulges, on préféra consacrer l'allocation promise à des fouilles de ce côté. Un plan sommaire, fait à l'aide de filets et de caractères typographiques, en 1859, à l'occasion d'un projet de nouvelles fouilles, indique encore des traces des murs.
Au début du XXe siècle, il ne restait plus que deux murs parallèles au nord où se trouvaient les
principaux bâtiments d'habitation, l'éperon d'un contrefort à l'angle sud-est, et sur tout le pourtour, en place des murs, une levée de terre et de pierres, qui laisse libre au centre un espace d'une douzaine d'ares. L'enceinte a été acquise par acte du 20 septembre 1887 par la Commission archéologique de la Mayenne, qui en a fait don au département. Ce sont ces remblais et l'espace qu'ils enclosent qui se nomment Rubricaire ou, comme l'écrivait le curé Margerie, le « Château Rubricaire », n'ayant ni glèbe ni dépendance d'aucun fief. Autour se sont établis deux villages, les Buttes et les Jolivières. Les déblaiements exécutés par l'abbé Angot en 1903 firent apparaître que ce que la tradition qualifiait prison était un balneum.

### La voie romaine
Rubricaire est situé à une petite distance de la voie romaine de Jublains au Mans, qui dans la traversée de la commune de Sainte-Gemme est constamment en vue et comme sous la surveillance et la protection de la garnison du fort. L'abbé Angot indique qu'il ne l'a pas suivie au-delà des deux points extrêmes ici indiqués ; mais comme son tracé continué en ligne droite atteindrait
exactement Jublains, on a lieu de croire que cette ligne ne s'écarte pas de la voie, et passe à la chaussée de l'étang de la Maisonneuve. Le tracé de la voie se reconnaît : à quatre tronçons, dont deux ont été détruits à sa connaissance et deux en présence de témoins encore vivants au début du XXe siècle ; à une longue chaussée non aplanie complètement au passage du ruisseau de Vivoin ; au semis de granit et de grès morcelés qu'on retrouve tout le long du parcours ; à des chemins souvent coupés, mais qu'il est facile de ressouder entre eux et avec les autres vestiges. Le tout est parfaitement en ligne droite.
La voie avait 8 à 9 pieds de largeur et consistait en un pavage de grands blocs solidement assemblés sur la terre battue, et chargé d'une épaisse couche de granit, de grès lustré et de cailloux concassés.

### Habitations rurales
Dans le voisinage de la voie, dans les postes avantageux pour les communications avec Rubricaire et près des sources, se créèrent des établissements agricoles ou industriels. Les vestiges de plusieurs ont été reconnus et l'on y voit toujours des briques à rebords, de grandes quantités de pierres de granit importées. L'abbé Angot cite les villas qu'il a pu découvrir.

### Les Bains, le Balneum de Rubricaire

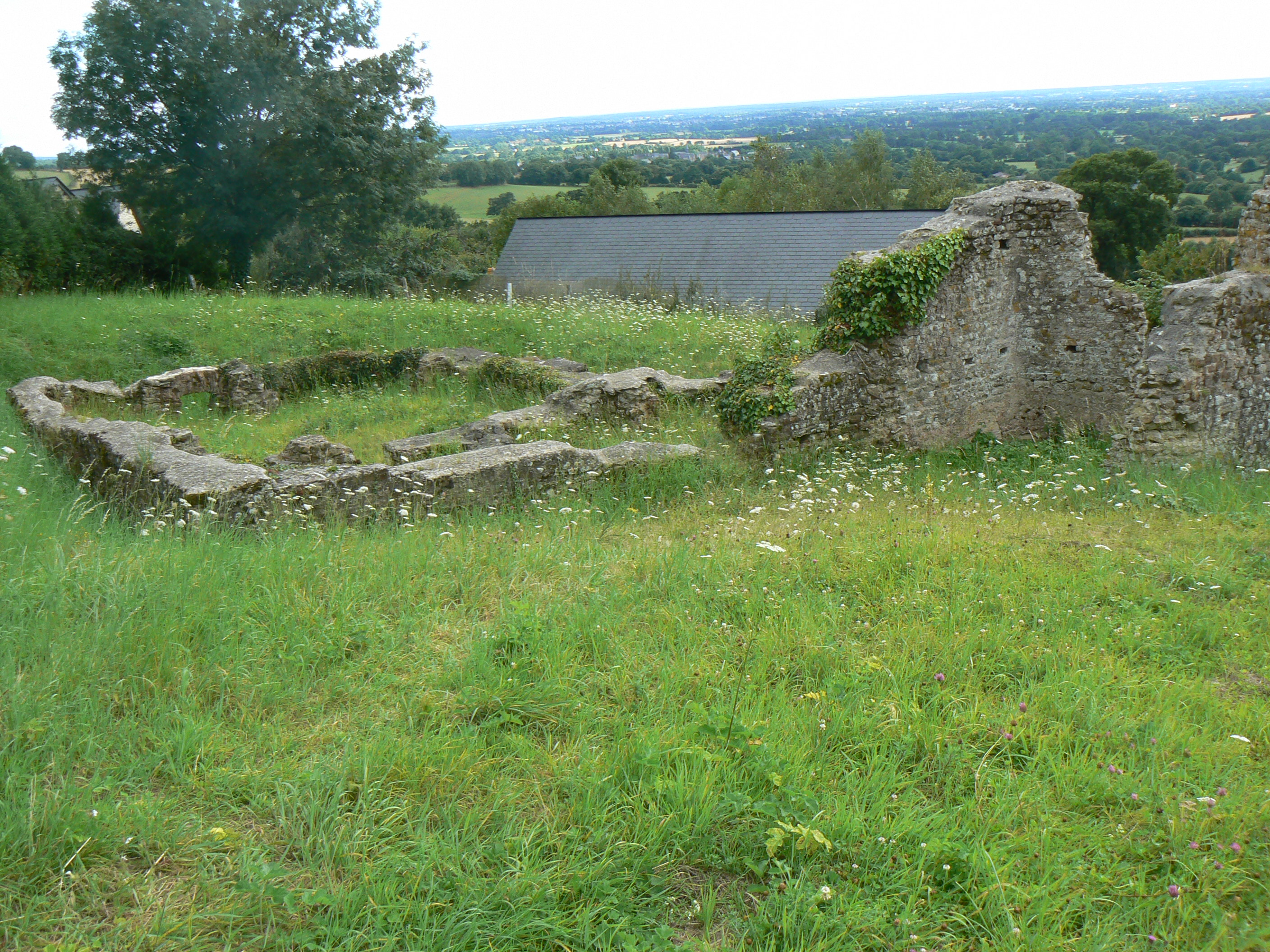
Les thermes du Rubricaire

La station de Rubricaire possédait pour l'usage de la garnison un établissement de bains comprenant les services ordinaires : bains froids, étuve et bains chauds. Ce n'est que vers 1890 qu'ils ont été retrouvés et exhumés. Cet ensevelissement a été cause de leur conservation dans un état qui laisse voir tous les détails de leur aménagement primitif et dans certaines parties la fraîcheur des enduits, la disposition des conduites pour l'eau et la chaleur. C'est seulement en février 1903 que l'abbé Angot les entreprit avec le concours de la Commission historique de la Mayenne et la permission de M. Chapelière, propriétaire du terrain.
Ces Bains sont en dehors de l'enceinte. L'ensemble de la construction a ses deux grands côtés orientés S.-O. N.-E., les angles répondent donc à peu près aux quatre points cardinaux. Elle comprend un bâtiment rectangulaire de 12,50 m sur 6,50 m, auquel est soudé à l'angle ouest une annexe aussi rectangulaire de 4,50 m sur 2 mètres, terminée en abside vers le S.-O.
La construction principale, aussi rectangulaire, comprenait à l'extrémité N.-O. une section de 4,50 m, et était attribuée, en commençant par le N.-E., à une salle de service au niveau du sol, à un vestibule élevé sur fourneau d'hypocauste, puis à l'étuve aussi sur hypocauste dans une abside débordant sur la côtière S.-O. On accédait au vestibule par une porte au N.-O.
L'eau venait du lieu-dit aujourd'hui le Châtelier, où elle sourd en dix endroits, à 200 mètres de Rubricaire, et, captée à sa source au lieu d'être livrée à sa pente naturelle, pouvait alimenter le camp aussi bien que les bains.

## Époque mérovingienne et carolingienne: La «villa Rupiacus» Rochard

### Garnison du Rubricaire
Rubricaire, station voisine de Jublains, abritant une simple garnison dans un camp fortifié pour la protection de la voie et d'un groupe d'habitations, disparut avec la capitale des Diablintes, vers la fin du IIIe siècle. Cent ans plus tard, en tous cas avant la fin du VIe siècle, nous trouvons en sa place la villa Rupiacus, Rochard, vaste pays, qui, de l'ancien Rubricaire, s'étendait jusqu'à l'extrémité du territoire d'Évron ou Aurion, et avait été attribuée avec Jublains à l'évêché du Mans.

### Possession de l'évêché du Mans
C'est pour cela qu'au VIe siècle, au plus tard, la paroisse d'Aurion y était déjà fondée et qu'en 643, Saint Hadouin, évêque du Mans, y érigeait l'abbaye du même nom, avec le concours de l'abbé de Diergé, la dotant des domaines de Jeune, Lémaré, Poilé, Baugé, Diergé, près du bourg et de la basilique, Assé, Houélé, Châtres, Commer, Aché, Froidfont. L'auteur des Actes des Évêques du Mans, qui écrivait au IXe siècle, avait encore cet état de choses sous les yeux : possession de Rupiacus par l'évêque du Mans, sa juridiction sur Évron et tout son territoire. Au risque de se contredire, il ajoute que Rupiacus avait été donné à saint Hadouin avec douze bons domaines par un personnage nommé Alain, quoiqu'ailleurs il en attribue la fondation aux habitants du lieu en faveur de Saint Turibe, au IIe siècle.
Un autre chroniqueur nous parle aussi de la villa Rupiacus. Il raconte que Saint Maur venu au Maine pour fonder un monastère bénédictin à la prière de Saint Innocent, n'arriva qu'après la mort du saint évêque, vers 559, et dut aller en Anjou créer un autre établissement. Ses moines s'en consolèrent car, disaient-ils, le lieu de Rupiacus qu'on leur destinait au Maine ne pouvait être, d'après la signification du nom, qu'un lieu triste et rocailleux, deformis et scabrosus.
Disons encore que le rédacteur des Actes des Évêques du Mans parlant de choses plus rapprochées de lui, rapporte que Charlemagne, en 771, 796, 802, fit restituer à l'évêque du Mans et à son Chapitre, puis leur confirma, la villa Rupiacus, qu'un prélat prévaricateur avait aliénée. Nous savons aussi par les Actes authentiques de saint Aldric, évêque de 832 à 857, que ce saint évêque se donna la tâche de mettre en valeur son domaine de Rupiacus, Rochard. Louis le Pieux la lui confirma ; la paroisse de Sainte-Gemme devait bientôt s'y fonder.
Le nom de Rupiacus ne se trouve plus qu'une seule fois dans les Annales de l'Église du Mans, mais c'est pour une circonstance significative. Vers 892, Gontier[Lequel ?], évêque du Mans, successeur médiat de saint Aldric, se trouva en butte aux vexations d'un personnage nommé Roger du Maine, que l'on prend justement, selon l'abbé Angot, pour l'un des premiers comtes du Maine, mais que le biographe de l'évêque qualifie de tyran, et qui était venu saccager le domaine épiscopal de Rupiacus. Le Mans fut ensuite la proie de ce brigand. Gontier fuit devant lui et vint réparer le désordre de son domaine de Rochard. Il y resta jusqu'au temps de la Pâque, qu'il vint au Mans pour en célébrer les solennités. Son séjour dans son château de Rochard semble avoir été de plusieurs mois.
L'abbé Angot n'hésite pas à attribuer à Rochard de Sainte-Gemme tous les textes où il est fait mention de Rupiacus. Il indique qu'on a voulu en appliquer une partie aux Roches-l'Évêque. Mais selon lui, rien n'indique ce changement, et il est certain que Rupiacus désigne Rochard dans les passages où il est question d'Évron. Ce nom est d'ailleurs très rare puisqu'on ne le rencontre pas dans d'autres passages que ceux qu'il vient de citer dans son article.

### Maison de campagne
Qu'étaient devenus Rubricaire et les établissements qui l'entouraient depuis la disparition des Romains ? Qu'était devenu tout le territoire de Rupiacus ? L'abbé Angot a indiqué que tout avait été attribué à l'évêque du Mans, que celui-ci avait créé une paroisse et une abbaye dans la partie méridionale ou d'Évron, mais avait gardé la possession de la région du nord, où s'élève Rochard, où fut Rubricaire, où les Romains avaient eu leurs habitations agricoles.
Or les premiers occupants disparus, d'autres vinrent se loger dans leurs demeures. Ce furent les Francs mérovingiens et carolingiens. Rien n'est plus intéressant que de retrouver dans des constructions romaines les vestiges de l'industrie des nouveaux venus, surtout les traces des fermes de saint Aldric, de l'évêque Gontier, de leurs successeurs jusqu'au XIIe siècle.
Rubricaire était la maison de campagne de l'évêque. C'est là que Gontier était venu fuir son ennemi et relever les ruines qu'il faisait. Cette nouvelle occupation avait été si suivie qu'elle avait motivé un déplacement de la voie romaine, qui délaissa les bas-fonds des Rabries pour un nouveau tracé par Étivau, Villeneuve, Richebourg, tous noms de l'époque franque, tous lieux notables où le passage de la voie est nettement marqué.
La villa du Fourneau dont les fondations sont au bourg, sous les murs de l'école communale, a des traces de ses deux occupations successives romaine et franque. L'établissement de la Bouverie, dont les ruines qu'on prenait pour celles d'un château ou d'une église, existaient en 1850, était dans le même cas, plein de briques à rebords, mais de petit module et d'une autre façon que celles des monuments romains, et taillées au couteau dans le bout inférieur. Celui de Richefour, où les mêmes briques ont été relevées en même temps qu'un fragment de meule, celui de Vivoin sur les bords de la voie romaine, appartiennent aussi aux deux époques romaine et franque.
Mais, outre les fondations des Romains qu'ils accaparèrent et utilisèrent pour eux, les Francs en créèrent d'autres plus éloignées de Rubricaire, qui n'appartiennent qu'à leur industrie : celle de la Butte et de la Menéteuse dans le champ du Grès, qui n'occupait pas moins de deux hectares, sur le bord de la route d'Évron, où le granit et la brique sont aussi abondants l'un que l'autre ; celle de la Civardière, où des briques mal cuites ont été trouvées, ainsi qu'une ardoise marquée de ronds concentriques et d'une petite croix ; celle de la Foucherie, signalée par de grandes dalles et des briques très morcelées ; celle de Pezereul, de petites dimensions, que son nom seul fait connaître.
Tous ces vestiges très apparents sont ceux de fermes créées par les évêques du Mans et dont nous avons la mention expresse dans les Actes de saint Aldric. Elles sont toutes, non dans le sud de la villa Rupiacus, occupé par la paroisse d'Évron, mais dans le territoire de la paroisse de Sainte-Gemme, non fondée encore, mais qui ne devait pas tarder à l'être.

## Paroisse de Sainte-Gemme
En résumé Sainte-Gemme fut sous le nom de Robrica(ria?), Rubricaire, au IIe siècle et IIIe siècle, le poste le plus important des Romains[Information douteuse] au territoire des Diablintes, après Jublains, leur capitale, et, avec ses villas, connues et inconnues, groupées autour de la forteresse, elle représentait, après la capitale gallo-romaine, l'agglomération la plus considérable de la cité. S'il existait ailleurs des villas construites solidement en maçonnerie appareillée, elles étaient rares et non groupées, ou n'ont pas laissé de vestiges.
L'empire de Rome dans la région dure jusqu'à la fin du IIIe siècle.
Le pays prend ou plutôt retrouve alors son nom de Rupiacus[Information douteuse], villa aussi vaste que la montagne qui a motivé cette appellation est élevée et importante la forteresse qui était restée son centre, comprenant dans ses limites le territoire même d'Évron. Les Mérovingiens puis les Carolingiens l'habitent ; l'évêque en est le possesseur éminent ; Évron est fondé par lui au VIe siècle, une puissante abbaye l'est au VIIe siècle ; des exploitations agricoles, de l'évêque ou des fidèles, se multiplient plus que dans toute autre région
Malgré ces preuves de densité de la population à l'époque franque dans le canton de Rochard, il n'y avait pourtant pas encore de centre paroissial au VIIIe siècle et au IXe siècles. Aussi n'y trouve-t-on point comme à Jublains de sépultures mérovingiennes. Ce fut seulement au Xe siècle que l'évêque du Mans, sans doute, fonda dans ce vaste territoire une église, à laquelle il l'attribua, et qu'il dédia à sainte Gemme. Telles sont donc nos étapes historiques : Rubricaire, station romaine ; Rochard, villa épiscopale ; Sainte-Gemme, paroisse. Peu de localités, selon l'abbé Angot, ont des antécédents aussi anciens, précis et suivis.